# المتاهة (برنامج)
المتاهة هو برنامج حواري جديد يشكل نقطة تحول جديدة في عالم البرامج الحوارية لأنه مبني على الحياة عمومًا ومتاهة للفنانين الضيوف خصوصًا تقوم بتقديم البرنامج الإعلامية المصرية الشهيرة وفاء الكيلاني وعُرض البرنامج على قناتي إم بي سي مصر وقناة إم بي سي 1.

## فكرة البرنامج
تحاور مقدمة البرنامج وفاء الكيلاني نجوم الإعلام والغناء والسينما ومنهم الشباب وذلك في إطار برنامج حواري وضعت فكرته بنفسها وتوجه لضيوفها وعلى امتداد ساعة ونصف أسئلة تتوزع على جميع المجالات والمحاور كالفن التمثيل الغناء وغيره من المواضيع كما تضيف مقدمة البرنامج لكل ضيف إيجابيات وسلبيات إذا تختلف النظرة بينه وبين شخص آخر ويهدف البرنامج على تقديم حوار ممتع وصادق

## ديكور البرنامج
يتميز البرنامج بديكور وتقنية جديدة تعتمد للمرة الأولى في الشرق الأوسط في البرامج الحوارية مبنية على التقنية ثلاثية الأبعاد وقد استعملت التقنية من قبل في برنامج حروف وألوف ويعتمد الديكور على الجرافيك والكمبيوتر وتستخدم تكنولوجيا جديدة غير مستعملة سابقا في أحد البرامج الحوارية فتنتقل الكاميرا بين أربع أو خمس ديكورات وهي ديكورات متخيلة تعتمد على مخيلة المشاهدة خلال فترة الحوار

## ضيوف الحلقات
ضيوف الحلقات متسلسلة حسب عرضها على قناة إم بي سي مصر وقناة إم بي سي 1
| الحلقة | الضيف       | بلد الضيف                |
| ------ | ----------- | ------------------------ |
| 1      | أحلام       | الإمارات العربية المتحدة |
| 2      | يسرا        | مصر                      |
| 3      | هشام الجخ   | مصر                      |
| 4      | فارس كرم    | لبنان                    |
| 5      | محمد رمضان  | مصر                      |
| 6      | نوال الزغبي | لبنان                    |
| 7      | أحمد حسام   | مصر                      |
| 8      | عابد فهد    | سوريا                    |
| 9      | محمود حميدة | مصر                      |
| 10     | راغب علامة  | لبنان                    |

| الحلقة | الضيف            | بلد الضيف |
| ------ | ---------------- | --------- |
| 11     | ياسر التويجري    | السعودية  |
| 12     | سوسن بدر         | مصر       |
| 13     | هند صبري         | تونس      |
| 14     | مروان خوري       | لبنان     |
| 15     | عمرو مصطفى       | مصر       |
| 16     | باسم يوسف        | مصر       |
| 17     | داود الشريان ج1  | السعودية  |
| 18     | داود الشريان ج2  | السعودية  |
| 19     | شيرين عبد الوهاب | مصر       |
| 20     | عمرو يوسف        | مصر       |

| الحلقة | الضيف           | بلد الضيف |
| ------ | --------------- | --------- |
| 21     | نادين نسيب نجيم | لبنان     |
| 22     | سامي الجابر     | السعودية  |
| 23     | محمد عساف       | فلسطين    |
| 24     | سيرين عبد النور | لبنان     |
| 25     | ظافر العابدين   | تونس      |
| 26     | كاظم الساهر     | العراق    |
| 27     | قصي خولي        | سوريا     |
| 28     | سلوى خطاب       | مصر       |
| 29     | حسن الشافعي     | مصر       |
| 30     | اليسا           | لبنان     |

## التهمة بسرقة فكرة البرنامج
تم اتهام مقدمة البرنامج بسرقة فكرة البرنامج وقد كانت حسب قول المتهم أن الفكرة كان سيناريو لفيلم قصير وتم تحويله إلى برنامج وقال كذلك أن وفاء الكيلاني قد تسببت في وقف فيلمه بسبب رفض شركة الإنتاج إكمال العمل بعد أن ظهرت أول حلقة على شاشة التفزيون وقال كذلك أنه طلب شكوى لتغيير اسم البرنامج أو وقفه نهائيا وقد أكد أنه سيسير في القضية حتى النهاية.

## وصلات خارجية
مشاهدة حلقات البرنامج على موقع شاهد نت